# Mandopop
Mandopop — обобщающий термин для классификации китайской популярной музыки, поджанр C-pop, сокращение от англ. «Mandarin popular music». Эта музыка популярна в Азии, особенно среди людей, разговаривающих на различном варианте стандартного севернокитайского языка, в Китае, Малайзии, Сингапуре, Тайване, Японии и в других странах. 

## Известные исполнители

### Певцы
- A-do
- Ah Niu
- Alan Ke
- Alec Su
- Alex To
- Amguulan
- Anson Hu
- Aska Yang
- Blue J
- Chen Chusheng
- Chang Chen-yue
- Chang Yu-Sheng
- Chen Kun
- Chyi Chin
- Danson Tang
- David Tao
- Evan Yo
- Gary Chaw
- Хань Гэн
- Harlem Yu
- Hsie He-hsian
- Huang Xiao Ming
- Джеки Чун
- Джеки Чан
- Jam Hsiao
- Джей Чоу
- Джейси Чан
- Jeff Chang
- Jerry Yan
- Jimmy Lin
- Линь Цзюньцзе
- Joe Cheng
- Khalil Fong
- Ken Chu
- Ван Лихун
- Liu Huan
- Lu Han
- Michael Wong
- Ming Dow
- Nicholas Teo
- Nicky Wu
- Peter Ho
- Phil Chang
- Richie Ren
- Roger Yang
- Show Luo
- Sky Wu
- Stanley Huang
- Su Xing
- Sun Nan
- Тао
- Tank
- Vanness Wu
- Вик Чжоу
- Ван Ибо
- Wei Chen
- Wilber Pan
- У Бай
- Сяо Чжань
- Yixing Zhang
- Чжоу Шэнь
- Yoga Lin
- Yu Haoming
- Z-Chen
- Zhang Jie
- Джокер Сюэ

### Певицы
- A-mei
- Ah Sang
- Алан Дава Долма
- A-Lin
- Amber Kuo
- Angela Chang
- Angelica Lee
- Ariel Lin
- Baby Zhang
- Барби Сюй
- Вэй Вэй
- Cheer Chen
- Christine Fan
- Cindy Yen
- Claire Kuo
- Coco Lee
- Cyndi Wang
- Cynthia Wang
- Dai Ai Ling
- Dee Hsu
- Ding Dang
- Бай Гуан
- Bai Hong
- Deserts Chang
- Elva Hsiao
- Evonne Hsu
- Faith Yang
- Фань Бинбин
- Ван Фэй
- Фиш Лён
- Genie Chuo
- Гун Цюся
- He Jie
- Джейн Чжан
- Jessie Chiang
- Joanna Wang
- Jocie Kok
- Joey Yung
- Джолин Цай
- Kaira Gong
- Landy Wen
- Li Yuchun
- Liu Liyang
- Liu Xijun
- Лю Ифэй
- Peggy Hsu
- Penny Tai
- Queen Wei
- Rachel Liang
- Рэйни Ян
- Ruby Lin
- Са Диндин
- Saya Chang
- Shang Wenjie
- Shunza
- Стефани Сан
- Tanya Chua
- Тереза Тенг
- Тун Ли
- Valen Hsu
- Xian Zi
- Чжао Вэй
- Виктория Сун
- Vivian Hsu
- Яо Ли
- Ёсико Ямагути
- Yuki Hsu
- Zhang Liyin
- Zhou Bichang
- Чжоу Сюань

### Группы
- 183 Club
- 2moro
- 4 in Love
- 5566
- 7 Flowers
- A-One
- ASOS
- Blue Bird Flying Fish
- BOBO
- By2
- Boy Story
- Da Mouth
- Dong Cheng Wei
- Energy
- Fahrenheit
- F.I.R.
- Feng Yun Bang
- HIT-5
- i-Me
- Idol Girls
- F4
- G.I.P
- K One
- Lollipop
- Lotte Girls
- Hey Girl
- Mayday
- M.I.C
- missA
- Nan Quan Mama
- Power Station
- Seventeen
- S.H.E
- Sisters
- Sodagreen
- SuperVC
- Super Junior-M
- Sweety
- Tension
- The Flowers
- Top Combine
- Twins
- Y2J
- Exo - M

## Радиостанции Mandopop
| Радиостанция                                                           | Местоположение         | Частота и платформа                                        |
| ---------------------------------------------------------------------- | ---------------------- | ---------------------------------------------------------- |
| All Chinese Hits Internet Radio                                        | Кремниевая долина, США | Internet radio station: live365.com/stations/bluemonty     |
| Kiss Radio Taiwan                                                      | Тайвань                | 99.9 FM, 99.7 FM, 97.1 FM, 98.3 FM, вещание через Интернет |
| Hit Fm                                                                 | Тайвань                | 90.1 FM, 91.5 FM, 101.7 FM, вещание через Интернет         |
| Beijing Radio Stations                                                 | Пекин                  | 97.4 FM, вещание через Интернет                            |
| Shenzhen Radio Station                                                 | Шэньчжэнь              | 97.1 FM, вещание через Интернет                            |
| Shanghai Media Group                                                   | Шанхай                 | 101.7 FM, вещание через Интернет                           |
| KAZN                                                                   | Лос-Анджелес           |                                                            |
| Yes 93.3                                                               | Сингапур               | 93.3 FM, вещание через Интернет                            |
| 883 JIA FM                                                             | Сингапур               | 88.3 FM, вещание через Интернет                            |
| MY FM                                                                  | Малайзия               | Частота зависит от местоположения                          |
| MandarinRadio.com Архивная копия от 11 февраля 2021 на Wayback Machine |                        | Вещание через Интернет (также доступно через iTunes)       |